# Peter Friderik Suhm

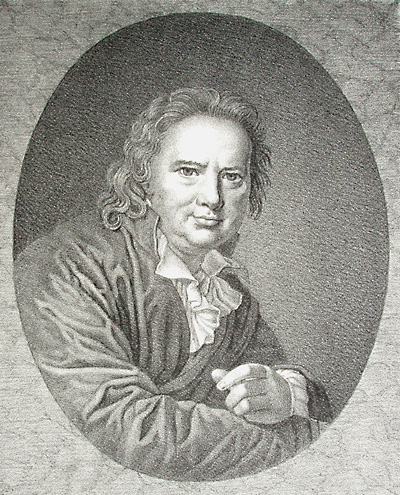
Peter Frederik Suhm

Peter Frederik Suhm (ur. 18 października 1728 w Kopenhadze, zm. 7 września 1798) – duński historyk.
Ukończył studia na Uniwersytecie Kopenhaskim, nauczycielem Suhma był od 1746 Ludvig Holberg, którego dzieła znał już wcześniej. Niedługo potem Suhm został dworzaninem (wywodził się bowiem ze starej szlachty).
W roku 1748 został asesorem rady dworu, a w 1751 radca stanu. W 1751 wyruszył Suhm do Trondheim i poślubił w 1752 córkę bogatego handlarza Karen Angell (1732-88). W tych latach Suhm napisał: Forbedringer til den gamle danske og norske historie (1757), która zawierała eseje: O Kanucie Wielkim, Eriku Ejegod i Erike Emune.
W latach 1761–1765 wydawał Trondhjemske samlinger (5 tomów). W 1765 powrócił do Kopenhagi. Köpenhamn, gdzie poznał historka Ove Guldberga. W 1771 wydał: Udsigt over videnskabernes og de skjønne kunsters tilstand i Danmark og Norge. W styczniu 1772 napisał list: Til kongen ("Do króla"), w którym przewidywał upadek ministra Struenseego.
Napisany w 1776 roku Udtog af Danmarks, Norges og Holsteins historie służył w XIX wieku jako podręcznik.
W latach 1782–1793 wydał pierwsze 7 tomów swej źródłowej historii Danii (Historie af Danmark) (po jego śmierci Kall i R. Nyerup w latach 1806-28 wydali kolejnych siedem korzystając z manuskryptów Suhma). W roku 1787 został nadwornym historykiem króla. Potem był też przewodniczącym Duńskiej Akademii Nauk.
Suhm był również kolekcjonerem ksiąg i rękopisów. Jego kolekcja liczyła około 100 000 tomów.